# Camaroptera superciliaris
Camaroptera superciliaris là một loài chim trong họ Cisticolidae.